# Cleidion leptostachyum
Cleidion leptostachyum là một loài thực vật có hoa trong họ Đại kích. Loài này được (Müll.Arg.) Pax & K.Hoffm. mô tả khoa học đầu tiên năm 1914.